# Andrea Libman
Andrea Eva Libman (n. 19 iulie 1984, Toronto, Ontario, Canada) este un actor de film, televiziune și voce canadian.

## Legături externe
- Andrea Libman la Internet Movie Database